# Festival de Glyndebourne

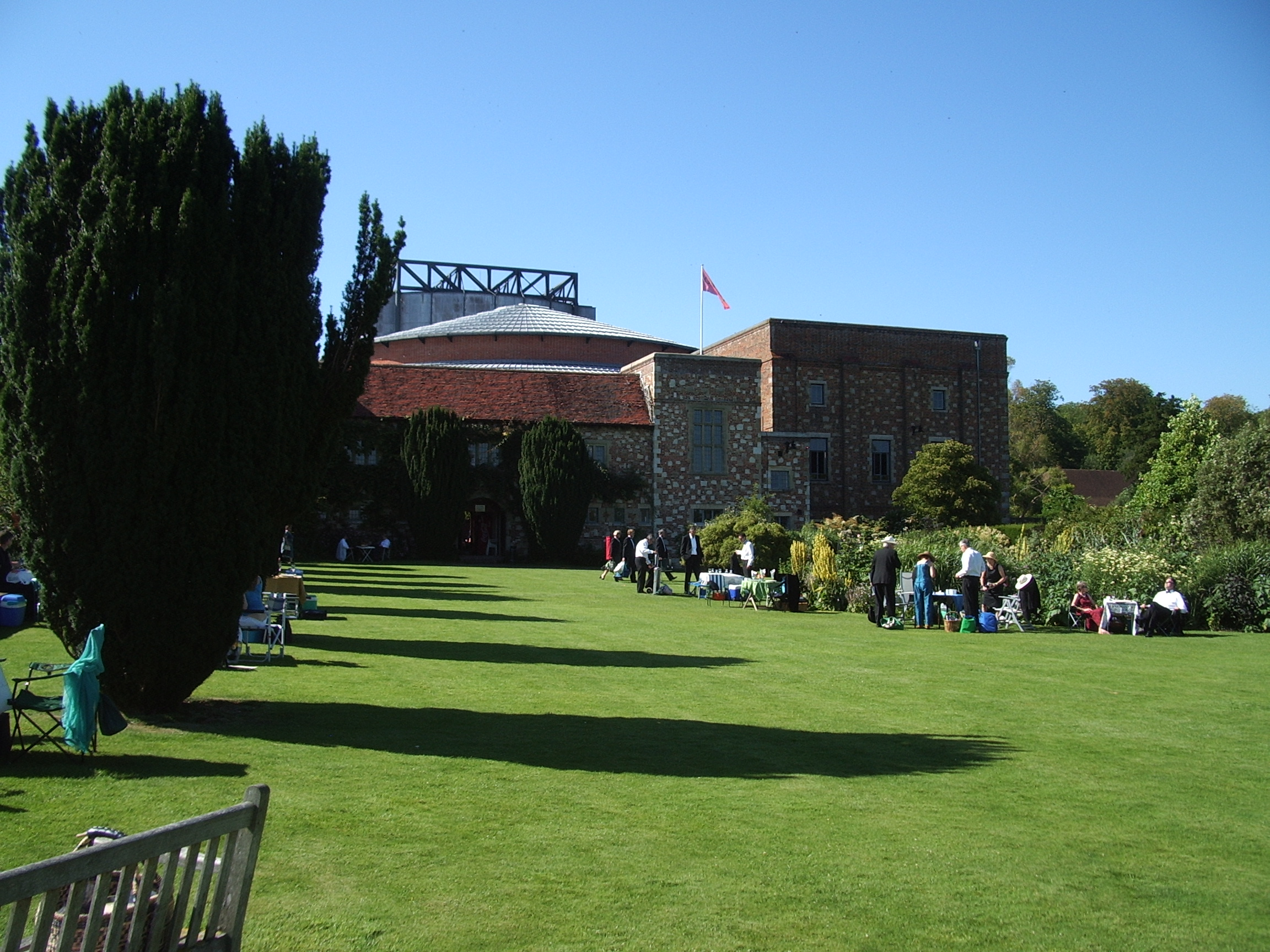
O novo teatro

O Festival de Glyndebourne (em inglês: Glyndebourne Festival Opera) é um festival de ópera realizado em Glyndebourne, Inglaterra.
Sob a supervisão da família Christie, o festival tem sido realizado anualmente desde 1934, exceto em 1993, quando o teatro foi reconstruído. Gus Christie, filho de Sir George Christie e neto do fundador do festival John Christie, tornou-se presidente do festival em 2000. 
Desde o início o Festival se tornou particularmente célebre por suas produções de óperas de Mozart. Outras produções notáveis incluíram a produção de 1980 de Porgy and Bess de George Gershwin, dirigida por Trevor Nunn. As óperas de Mozart continuaram a ser o esteio de seu repertório, mas a empresa ampliou seu repertório com as produções de Janáček e Händel. A orquestra residente para o Festival de Glyndebourne é a London Philharmonic Orchestra. A orquestra associada é a Orchestra of the Age of Enlightenment. Desde Janeiro de 2001 o diretor do festival de música é Vladimir Jurowski.
Seus diretores foram Fritz Busch (1934-1951), Vittorio Gui (1952-1963), John Pritchard (1964-1977), Bernard Haitink (1978-1988), Andrew Davis (1989-2000) e Vladimir Jurowski (2001-presente).